# Svidd neger (soundtrack)
Svidd neger (fuld titel: Original Motion Picture Soundtrack: Svidd neger. Music composed by Ulver) er det originale soundtrack-album til den norske film Svidd neger, komponeret af det norske avant-garde-band Ulver.

## Spor
1. "Preface" – 1:41
2. "Ante Andante" – 0:53
3. "Comedown" – 2:18
4. "Surface" – 3:17
5. "Somnam" – 2:41
6. "Wild Cat" – 2:32
7. "Rock Massif pt. 1" – 1:41
8. "Rock Massif pt. 2" – 2:05
9. "Poltermagda" – 0:27
10. "Mummy" – 1:02
11. "Burn the Bitch" – 0:52
12. "Sick Soliloquy" – 0:21
13. "Waltz of King Karl" – 3:17
14. "Sadface" – 2:43
15. "Fuck Fast" – 0:20
16. "Wheel of Conclusion" – 6:26

| Musik | Spire Denne musikartikel er en spire som bør udbygges. Du er velkommen til at hjælpe Wikipedia ved at udvide den. |